# マイルドセブンの丘

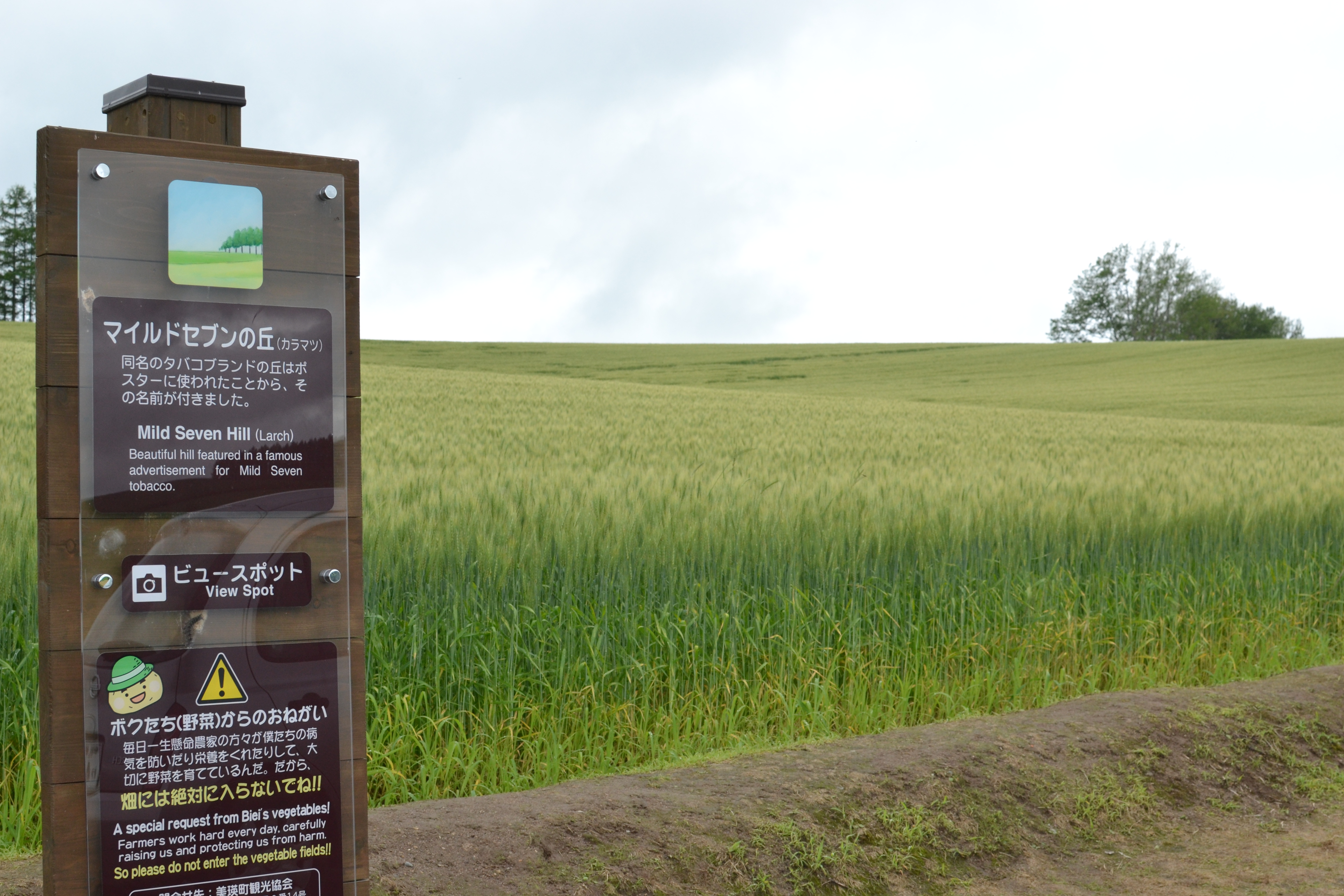
マイルドセブンの丘の案内板（2011年）。カラマツ林の伐採後、マイルドセブンの丘に観光協会が設置した写真付きの案内板は、撤去された。

マイルドセブンの丘（マイルドセブンのおか）は、北海道美瑛町美田にある丘。カラマツの木が等間隔立ち並ぶ雄大な景色が「マイルドセブン」のパッケージにも使われ人気を呼び、北海道を代表する観光名所となった。

## 概要

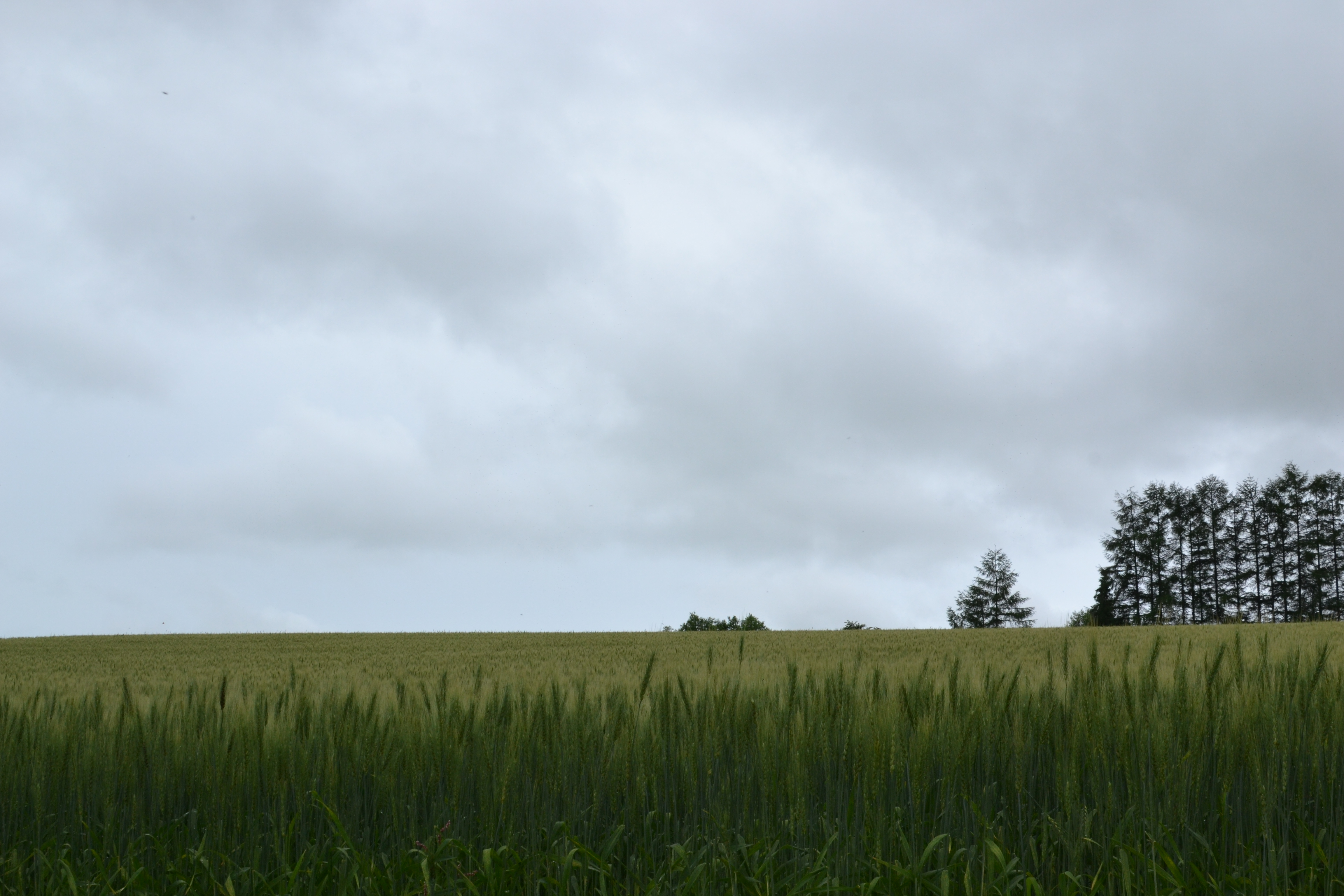
マイルドセブンの丘（2011年）

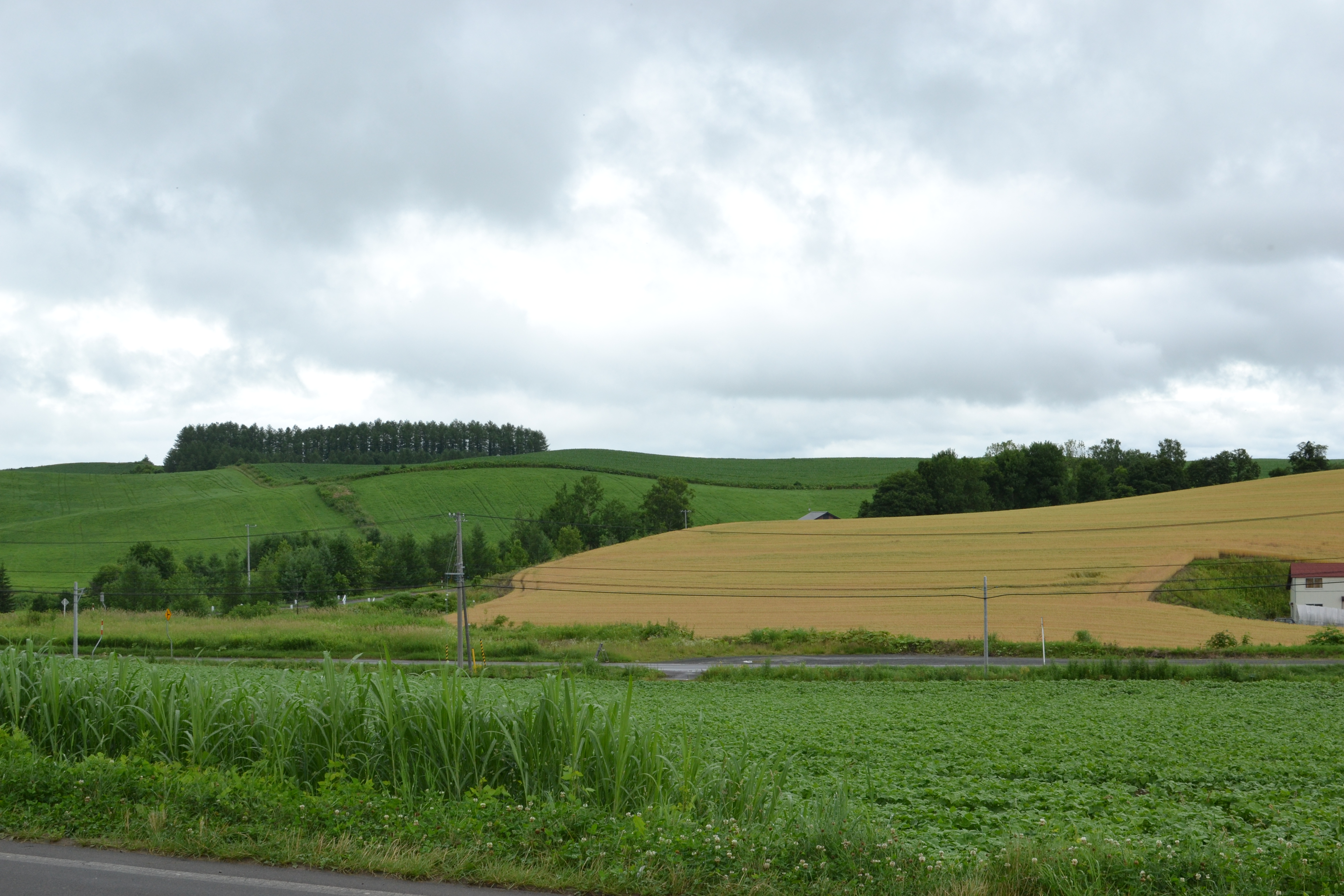
マイルドセブンの丘（2011年）

1978年(昭和53年)に、日本専売公社（現・日本たばこ産業）のタバコのブランド「マイルドセブン」のパッケージにも使われ、テレビCMロケ地になったことから、この愛称で呼ばれるようになった。大平原の丘に、複数のカラマツの木が等間隔立ち並ぶ雄大な景色が人気を呼び、観光バスも多く立ち寄る、北海道を代表する観光地となる。時間や季節によっても様相が様変わりするため、積雪の冬季にも写真撮影のポイントになった。
しかし、トレードマークであるカラマツ林が2018年4月に伐採され様相を変える。2018年中には、5本のカラマツを残し、ほとんどが伐採されかつての面影をなくす。農地の所有者は、樹木の寿命で倒れる危険性があり、農地への影響などを理由としたが、かねてより観光被害が深刻であった。写真撮影目的の畑への不法侵入のほか、農作業の障害となる車の駐停車をはじめとする観光マナーや撮影マナーの問題が以前より指摘されていた。カラマツ林の伐採後、マイルドセブンの丘に観光協会が設置した写真付きの案内板は、撤去された。しかし景観が変わったことは、町も観光協会も報じておらず、同様に2016年2月24日に、観光公害が原因で所有者によって伐採された「哲学の木」ではマスメディアが大きく報じたが、この件は報じられることもなかった。2018年11月24日付の「びえい新聞」は、「景観保全の名目のもと、私利私欲のために景観を食い物にする方々が暗躍している」「臭いものには蓋」「何かお達しがあったのか。美瑛はこういった不思議なこともあるまちです」などと報じている。